# Squadra uzbeka di Coppa Davis
La squadra uzbeka di Coppa Davis rappresenta l'Uzbekistan nella Coppa Davis, ed è posta sotto l'egida della Uzbekistan Tennis Federation.
La squadra debuttò nella competizione nel 1994, dopo che il paese ottenne l'indipendenza dall'Unione Sovietica nel dicembre 1991. Non ha mai fatto parte del Gruppo Mondiale pur avendo raggiunto gli spareggi per accedervi in ben undici occasioni: nel 1998, 1999, 2000, 2001, 2009, 2012, 2014, 2015, 2016, 2018 e 2019. Attualmente è inclusa nel Group I della zona Asia/Oceania.

## Organico 2019
Vengono di seguito illustrati i convocati per ogni singolo turno della Coppa Davis 2019. A sinistra dei nomi la nazione affrontata e il risultato finale. Fra parentesi accanto ai nomi, il ranking del giocatore nel momento della disputa degli incontri (la "d" indica che il ranking corrisponde alla specialità del doppio).
| Qualificazioni Gruppo Mondiale | Qualificazioni Gruppo Mondiale                                                                           | Qualificazioni Gruppo Mondiale | Qualificazioni Gruppo Mondiale |
| Serbia (2-3)                   | Denis Istomin (105) Khumoyun Sultanov (387) Farruch Dustov (533) Sergey Fomin (581) Sanjar Fayziev (593) |                                |                                |
| ------------------------------ | --- | ------------------------------ | ------------------------------ |

| Gruppo I - Playoff | Gruppo I - Playoff                                                                                               | Gruppo I - Playoff | Gruppo I - Playoff |
| Libano (3-1)       | Sanjar Fayziev (362) Khumoyun Sultanov (383) Sergey Fomin (864) Saida'Lo Saidkarimov (782) Jurabek Karimov (873) |                    |                    |
| ------------------ | --- | ------------------ | ------------------ |

## Risultati
= Incontro del Gruppo Mondiale

### 2010-2019
| Anno | Turno                          | Data            | Sede            | Avversario    | Punteggio | Esito     |
| ---- | ------------------------------ | --------------- | --------------- | ------------- | --------- | --------- |
| 2010 | Gruppo I, 1º turno             | 5-7 marzo       | Guangdong (CHN) | Cina          | 2–3       | Sconfitta |
| 2010 | Gruppo I, playoff 1º turno     | 9-11 luglio     | Gimcheon (KOR)  | Corea del Sud | 3–2       | Vittoria  |
| 2011 | Gruppo I, 1º turno             | 4-6 marzo       | Namangan (UZB)  | Nuova Zelanda | 3–2       | Vittoria  |
| 2011 | Gruppo I, 2º turno             | 8-10 luglio     | Kōbe (JPN)      | Giappone      | 1–4       | Sconfitta |
| 2012 | Gruppo I, 1º turno             | 10-12 febbraio  | Tauranga (NZL)  | Nuova Zelanda | 3–2       | Vittoria  |
| 2012 | Gruppo I, 2º turno             | 6-8 aprile      | Namangan (UZB)  | India         | 3–2       | Vittoria  |
| 2012 | Spareggi Gruppo Mondiale       | 14-16 settembre | Astana (KAZ)    | Kazakistan    | 1–3       | Sconfitta |
| 2013 | Gruppo I, 1º turno             | 1-3 febbraio    | Namangan (UZB)  | Cina          | 4–1       | Vittoria  |
| 2013 | Gruppo I, 2º turno             | 5-7 aprile      | Namangan (UZB)  | Australia     | 1–3       | Sconfitta |
| 2014 | Gruppo I, 2º turno             | 4-6 aprile      | Tientsin (CHN)  | Cina          | 3–2       | Vittoria  |
| 2014 | Spareggi Gruppo Mondiale       | 12-14 settembre | Perth (AUS)     | Australia     | 0–5       | Sconfitta |
| 2015 | Gruppo I, 2º turno             | 17-19 luglio    | Tashkent (UZB)  | Corea del Sud | 3–2       | Vittoria  |
| 2015 | Spareggi Gruppo Mondiale       | 18-20 settembre | Tashkent (UZB)  | Stati Uniti   | 1–3       | Sconfitta |
| 2016 | Gruppo I, 2º turno             | 15-17 luglio    | Tashkent (UZB)  | Cina          | 3–2       | Vittoria  |
| 2016 | Spareggi Gruppo Mondiale       | 16-18 settembre | Tashkent (UZB)  | Svizzera      | 2–3       | Sconfitta |
| 2017 | Gruppo I, 1º turno             | 3-5 febbraio    | Gimcheon (KOR)  | Corea del Sud | 3–1       | Vittoria  |
| 2017 | Gruppo I, 2º turno             | 16-18 settembre | Bangalore (IND) | India         | 1–4       | Sconfitta |
| 2018 | Gruppo I, 1º turno             | 6-7 aprile      | Islamabad (PAK) | Pakistan      | 4–1       | Vittoria  |
| 2018 | Spareggi Gruppo Mondiale       | 14-16 settembre | Glasgow (GBR)   | Regno Unito   | 1–3       | Sconfitta |
| 2019 | Qualificazioni Gruppo Mondiale | 1-2 febbraio    | Tashkent (UZB)  | Serbia        | 2–3       | Sconfitta |
| 2019 | Gruppo I, 1º turno             | 12-14 settembre | Libano (LBN)    | Libano        | 3–2       | Vittoria  |

## Statistiche giocatori
Di seguito la classifica dei tennisti uzbeki con almeno una partecipazione in Coppa Davis, ordinati in base al numero di vittorie. In caso di parità si tiene conto del maggior numero di incontri disputati; in caso di ulteriore parità viene dato più valore agli incontri in singolare; come quarto e ultimo criterio viene considerata la data d'esordio. In grassetto quelli tuttora in attività.

Aggiornato alla Coppa Davis 2025 (Uzbekistan-Bosnia 1-3).
| #  | Tennista           | Singolare | Doppio | Totale |
| -- | ------------------ | --------- | ------ | ------ |
| 1  | Oleg Ogorodov      | 36-14     | 17-10  | 53-24  |
| 2  | Denis Istomin      | 35-18     | 17-16  | 52-34  |
| 3  | Dmitri Tomashevich | 16-6      | 13-5   | 29-11  |
| 4  | Farrukh Dustov     | 11-19     | 9-11   | 20-30  |
| 5  | Vadim Kutsenko     | 14-17     | 6-6    | 20-23  |
| 6  | Sanjar Fayziev     | 2-13      | 6-4    | 8-17   |
| 7  | Murad Inoyatov     | 3-9       | 4-5    | 7-14   |
| 8  | Khumoyun Sultanov  | 5-6       | 1-2    | 6-8    |
| 9  | Sergey Fomin       | 2-7       | 2-4    | 4-11   |
| 10 | Jurabek Karimov    | 2-1       | 2-0    | 4-1    |
| 11 | Sarvar Ikramov     | 0-0       | 3-5    | 3-5    |
| 12 | Dimitri Mazur      | 2-1       | 0-0    | 2-1    |
| 13 | Timur Ganiev       | 1-0       | 1-0    | 2-0    |
| 14 | Farhad Gulyamov    | 0-0       | 2-0    | 2-0    |
| 15 | Temur Ismailov     | 1-4       | 0-0    | 1-4    |
| 16 | Vaja Uzakov        | 0-6       | 0-0    | 0-6    |
| 17 | Maxim Shin         | 0-1       | 0-1    | 0-2    |
| 18 | Amir Milushev      | 0-1       | 0-0    | 0-1    |

## Andamento
La seguente tabella riflette l'andamento della squadra dal 1990 ad oggi.
| Pos.           | 90 | 91 | 92 | 93 | 94 | 95 | 96 | 97 | 98 | 99 | 00 | 01 | 02 | 03 | 04 | 05 | 06 | 07 | 08 | 09 | 10 | 11 | 12 | 13 | 14 | 15 | 16 | 17 | 18 | 19 |
| -------------- | -- | -- | -- | -- | -- | -- | -- | -- | -- | -- | -- | -- | -- | -- | -- | -- | -- | -- | -- | -- | -- | -- | -- | -- | -- | -- | -- | -- | -- | -- |
| Campione       |    |    |    |    |    |    |    |    |    |    |    |    |    |    |    |    |    |    |    |    |    |    |    |    |    |    |    |    |    |    |
| Finalista      |    |    |    |    |    |    |    |    |    |    |    |    |    |    |    |    |    |    |    |    |    |    |    |    |    |    |    |    |    |    |
| SF             |    |    |    |    |    |    |    |    |    |    |    |    |    |    |    |    |    |    |    |    |    |    |    |    |    |    |    |    |    |    |
| QF             |    |    |    |    |    |    |    |    |    |    |    |    |    |    |    |    |    |    |    |    |    |    |    |    |    |    |    |    |    |    |
| OF             |    |    |    |    |    |    |    |    |    |    |    |    |    |    |    |    |    |    |    |    |    |    |    |    |    |    |    |    |    |    |
| Qualificazioni | x  | x  | x  | x  | x  | x  | x  | x  | x  | x  | x  | x  | x  | x  | x  | x  | x  | x  | x  | x  | x  | x  | x  | x  | x  | x  | x  | x  | x  |    |
| Gruppo I       |    |    |    |    |    |    |    |    |    |    |    |    |    |    |    |    |    |    |    |    |    |    |    |    |    |    |    |    |    |    |
| Gruppo II      |    |    |    |    |    |    |    |    |    |    |    |    |    |    |    |    |    |    |    |    |    |    |    |    |    |    |    |    |    |    |
| Gruppo III     | x  | x  |    |    |    |    |    |    |    |    |    |    |    |    |    |    |    |    |    |    |    |    |    |    |    |    |    |    |    |    |
| Gruppo IV      | x  | x  | x  | x  | x  | x  | x  |    |    |    |    |    |    |    |    |    |    |    |    |    |    |    |    |    |    |    |    |    |    |    |

Legenda
- Campione: La squadra ha conquistato la Coppa Davis.
- Finalista: La squadra ha disputato e perso la finale.
- SF: La squadra è stata sconfitta in semifinale.
- QF: La squadra è stata sconfitta nei quarti di finale.
- OF: La squadra è stata sconfitta negli ottavi di finale (1º turno). Dal 2019 sostituito dal Round Robin.
- Qualificazioni: La squadra è stata sconfitta al turno di qualificazione. Istituito nel 2019.
- Gruppo I: La squadra ha partecipato al Gruppo I della propria zona di appartenenza.
- Gruppo II: La squadra ha partecipato al Gruppo II della propria zona di appartenenza.
- Gruppo III: La squadra ha partecipato al Gruppo III della propria zona di appartenenza.
- Gruppo IV: La squadra ha partecipato al Gruppo IV della propria zona di appartenenza.
- x: Ove presente, la x indica che in quel determinato anno, il Gruppo in questione non è esistito.